# Marquesat de Ponzone
El Marquesat de Ponzone fou una jurisdicció feudal d'Itàlia sorgida de la divisió de dominis del marquesat de la família dels aleramici, que va originar el Marquesat del Bosco el qual es va dividir després en els del Bosco i de Ponzone. Anselm III, nebot d'Anselm I (fill del fundador Aleram), fou el pare d'Hug que fou marquès del Bosco i Ponzone amb els territoris aleramici de la costa de Ligúria entre Albisola (a l'est de la muntanya Priocco) i Varazze, incloent la part de les terres que penetraven a la plana padana (la vall del Po) al llarg de les valls dels rius Orba, Stura di Demonte i Piota, fins a Alessandria (municipi del Piemont), tenint com a frontera nord-oest el riu Bormida di Spigno.

## La divisió del marquesat en els del Bosco i el de Ponzone
Dos fills d'Hug (Ugo), Anselm i Aleram, van donar lloc respectivament al marquesat del Bosco i al marquesat de Ponzone. La senyoria del primer s'estenia pel castell de Bosco (modern Bosco Marengo), Ovada, Ussecio (moderna Belforte Monferrato), Pareto, Mioglia, Monteacuto, Ponte dei Prati (avui dia Pontinvrea), Casteldelfino (una antiga població entre Pontinvrea Ligure i Giove Ligure) i Stella. La senyoria del segon incloïa el castell de Ponzone, Sassello, Spigno (avui Spigno Monferrato), Celle (avui Celle Ligure) i Varazze.
Aquesta divisió va contribuir a debilitar a les dues branques contra les pretensions de les comunes de l'entorn. El 1135 Aleram va haver de jurar fidelitat a Gènova. El 1186 els marquesos Enric, Jaume i Ponç, els nets de Aleram, van jurar la pertinença a Savona i es van comprometre a fer jurar el compromís als seus homes de Ponzone, Spigno, Sassello, Varazze, Celle i Albisola. Algunes d'aquestes poblacions van ser cedides a Gènova.

## La divisió del marquesat en els de Ponzone i el de Spigno
El 4 de juny de 1257 al claustre de l'abadia de San Quintino di Spigno, els descendents d'Aleram de Ponzone van dividir el feu. Ponzone va esdevenir feu exclusiu d'Albert, el fill de Ponç, el qual era al seu torn fill d'Hug i net d'Aleram. El seu cosí Manel amb el seu fill Lleó, i Jaume i el seu fill Jaumet i el nebot Tomàs van rebre el districte de Spigno. Mentre que la part de Manel i Lleó (un terç), restarà en possessió dels descendents d'Albert de Ponzone, els dos terços restants foren venuts el 3 de febrer de 1300 a Albert Del Carretto, de la branca de Dego-Cairo, establint les bases per l'establiment de marquesat de Spigno.

## La submissió a Gènova
El 22 de novembre de 1290 els nets d'Albert, Enriquet (Bonifaci) i Manfredino (Conrad), donaren a la ciutat de Gènova els drets del castell, ciutat, vila, barri i territori de Ponzone i la tercera part del castell, poble, vila, districte i el territori de Spigno, i la tercera part dels castells de Rocchetta i Merano, que conservarien en feu.
La genealogia dels marquesos de Ponzone es discuteix en detall en la memòria de Romeo Pavoni citada a la bibliografia.